# Hans Nielsen (speedwaykører)
 Der er flere personer med dette navn, se Hans Nielsen.
Hans Hollen Nielsen (født 26. december 1959 i Arentsminde ved Brovst) er en dansk tidligere speedwaykører fra Brovst. Samlet vandt han i karrieren 22 verdensmesterskaber heriblandt 4 individuelle: I 1986 i Chorzów, Polen, i 1987 i Amsterdam, i 1989 i München og i 1995 i Grand Prix seriens første år. Han er dermed den mest vindende danske speedwaykører nogensinde, selvom han tabte omkørsler om den individuelle VM titel tre gange; til ærkerivalen Erik Gundersen i 1985 og 1988 og til Tony Richardsson i 1994.
Han var landstræner for speedwaylandsholdet fra 2016-2022.
Datteren Daisy har markeret sig i golf.
Hans Nielsen er født i Arentsminde ved Brovst i Nordjylland og bor i dag ved Frederikshavn.
Hans Nielsen blev den 8. januar 2011 indlemmet i Dansk Idrætsforbunds Hall of Fame som den 26. medlem. 